# جین الیزابت هاجسون
جین الیزابت هاجسون (انگلیسی: Jane Elizabeth Hodgson; ۲۳ ژانویهٔ ۱۹۱۵ – ۲۳ اکتبر ۲۰۰۶) پزشک متخصص زایمان، و پزشک اهل ایالات متحده آمریکا بود.
زندگی حرفه‌ای ۵۰ ساله هاجسون بر ارائه مراقبت‌های بهداشتی باروری به زنان، از جمله سقط جنین متمرکز بود. او کلینیک خود را در سنت پل، مینه‌سوتا افتتاح کرد و مرکز بهداشت زنان Duluth را تأسیس کرد. هاجسون افزون بر ارائه مراقبت‌های پزشکی به زنان، مدافع حقوق زنان نیز بود و قوانین ایالتی را که دسترسی به سقط جنین را محدود می‌کرد به چالش می‌کشید. او تنها فردی است که تاکنون در ایالات متحده آمریکا به دلیل انجام سقط جنین در بیمارستان محکوم شده است.